# فلاح المشعل
فلاح المشعل كاتب وصحفي عراقي ولد في العراق - محافظة ذي قار حاصل على شهادة البكلوريوس في العلوم السياسية، نشر في عدد من الصحف والمجلات العراقية والعربية ،مثل جريدة الرأي الأردنية ومجلة الاسرة العصرية الإماراتية وجريدة الزمان اللندنية ومجلة الموسيقى العربية، ترأس تحرير جريدة الصباح.

## مناصب
إضافة إلى عمله بالصحافة العراقية لفترة تزيد على ثلاثين عام ،شغل خلالها مواقع عديدة وكان اخرها رئاسة تحرير جريدة الصباح العراقية في سنوات 2006، 2007، 2008، 2009.
يذكر انه عمل معد ومقدم برامج في الاذاعة والتلفزيون العراقية، كما ظهر في العديد من الفضائيات العربية والعالمية.
يعد أحد أبرز الصحفيين وكتاب الأعمدة ومن المشتغلين في التحليل السياسي ورصد الظواهر ذات العلاقة السياسية الاجتماعية الثقافية.وهو عضو في نقابة الصحفيين العراقيين.واتحاد الموسيقيين العراقيين واتحاد الأدباء العراقيين.